# Natalía Hadjiloïzou
Natalía Hadjiloïzou ou Natalía Chadjiloḯzou (en grec moderne : Ναταλία Χατζηλοΐζου), née Natalya Baranovskaya (en biélorusse : Наталля Бараноўская) le 23 mars 1979 à Vitebsk, est une nageuse chypriote et biélorusse.

## Carrière
Sous les couleurs de la Biélorussie, elle dispute les Jeux olympiques d'été de 1996 et les Jeux olympiques d'été de 2000. 
Aux Championnats d'Europe de natation en petit bassin 1999, elle est médaillée d'argent du 400 mètres nage libre et médaillée de bronze du 200 mètres nage libre ; elle est aussi médaillée de bronze du 200 mètres nage libre aux Championnats d'Europe de natation 1999.
Elle obtient une médaille de bronze sur 200 mètres nage libre aux Championnats du monde de natation en petit bassin 2000. Aux Championnats d'Europe de natation 2000, elle est médaillée d'or du 200 mètres nage libre et médaillée d'argent du 400 mètres nage libre.
Elle concourt pour Chypre après s'être marié à son entraîneur chypriote Geórgios Hadjiloïzou et dispute les Jeux olympiques d'été de 2008.